# 西貝塚 (上尾市)
西貝塚（にしかいづか）は、埼玉県上尾市の大字。市の統計などでは平方地区で分類されている。郵便番号は362-0057。

## 地理
埼玉県の県央地域で、上尾南西部の大宮台地上に位置する。
西側は堤防を挟み、荒川の河川区域である沖積平野に掛かる。北側の平方との境を中堀川（上尾中堀川）が流れる。
北側から東側にかけて上野、南側をさいたま市西区峰岸や同宝来、西側から北側にかけて平方と隣接する。東側は平方領領家の飛地と斜向かいに隣接し、南側では指扇領辻とも僅かに隣接する。地区の南側、堤防沿いの堤外地に西貝塚の飛地が存在する。全域が市街化調整区域で、地区内は清掃工場などの公共施設が多く立地するが水田や耕地も見られる。1880年代は水田や耕地が6割強と大半を占め、宅地は1割弱であった。荒川流域沿いの低地は荒川近郊緑地保全区域に指定されている。
縄文期および弥生期の住居跡遺跡である薬師耕地前遺跡（県遺跡番号：14-068）や、上尾市稲荷台遺跡（県遺跡番号：14-066）などが地内にあり、住居跡のほか土壙やピットなどの遺構や、土器片のほか石器や鉄器などの遺物が発掘されている。

## 歴史
もとは江戸期より存在した武蔵国足立郡平方領に属する貝塚村、古くは高鼻荘に属する貝塚村であった。村高は正保年間の『武蔵田園簿』では61石余（田8石余、畑52石余）、『元禄郷帳』によると59石余、『天保郷帳』によると60石余であった。化政期の戸数は10軒で、村の規模は東西5町、南北8町であった。地名は文字通り縄文時代の居住址である貝塚が地内に存在したことによると云われている。峰岸村・辻村・宝来村・平方村の間や、指扇領の村々の入会地がある場所に飛地を領していた。
農産物の一大産地であったようで、1875年（明治8年）の農業産物高は武蔵国郡村誌によると米11石、大麦56.1石、小麦14.044石、大豆13.2石、小豆6.75石、栗10.5石、稗15石、蕎麦3.6石、里芋385貫、菜種2石、製茶1貫、胡麻0.45石、大角豆2.233石、鶏22羽・卵660個、蚕豆5.3石、大根220貫、人参22貫、茄子143貫、牛蒡770貫、柿154貫、綿26.4貫と実に多様な農産物が生産されていた。今の上尾に属した他の宿町村で多く見られた甘藷の生産はここでは行われていなかった。
1889年（明治の大合併）では、西貝塚村は耕作関係や風俗習慣等の相違から、中釘村連合に属した村々と共に指扇村を合併先に希望する答申を吉田県知事に行なうなど紆余曲折があったが、西貝塚村が新平方村に囲まれていて平方の方が近いことや、平方に属した方が将来的には得策であるという上申書を、中釘村連合戸長の江原詮道が県に提出したこともあって、同村の申し立てを却下し、距離が近い平方村に付けられた。3年後の県役人の巡視報告によると、合併後は同村の不平はなかったとのことである。
はじめは幕府領、1623年（元和9年）より知行は旗本山之内氏となるが、1689年（元禄2年）より上知され再び幕府領となる。なお検地は1694年（元禄7年）に実施。1765年（明和2年）より幕府領の一部が旗本松平氏の知行地となり、1767年（明和4年）より残部の幕府領が川越藩松平領となるが1842年（天保13年）に川越藩領が再び幕府領（代官支配地）となる。
- 幕末の時点では足立郡貝塚村であった。明治初年の『旧高旧領取調帳』の記載によると、代官大竹左馬太郎支配所が管轄する幕府領、および旗本松平勝之助[17]と荒川五郎兵衛[18]の相給であった。氷川社[注釈 4]の社領も存在した[18]。
- 1868年（慶応4年）6月19日 - 旧幕府領が武蔵知県事・山田政則（忍藩士）の管轄となる。
- 1869年（明治2年）
  - 1月13日 - 武蔵知県事・宮原忠英の管轄区域に大宮県を設置、同県の管轄となる。県庁は東京府馬喰町に置かれる。
  - 9月29日 - 県庁が浦和に置かれ浦和県に改称。
- 1871年（明治4年）11月13日 - 第1次府県統合により埼玉県の管轄となる。
- 1872年（明治5年）3月 - 大区小区制施行により第19区に属す[19][20]。
- 1879年（明治12年）3月17日 - 郡区町村編制法により成立した北足立郡に属す。郡役所は浦和宿に設置。それに伴い、郡内に同名の村が存在（現・川口市東貝塚）したことから西を冠称して西貝塚村に改称する[6][12]。
- 1884年（明治17年）7月14日 - 連合戸長役場制により成立した中釘村連合戸長役場区域に属す[21]。連合戸長役場は中釘村（現さいたま市西区中釘）に設置。
- 1888年（明治21年）10月10日 - 指扇村へ合併を希望する異議申立てを県に提出する[16]。結果は却下。
- 1889年（明治22年）4月1日 - 町村制施行に伴い、西貝塚村を含む区域をもって平方村が成立。平方村の大字西貝塚となる[6]。
- 1910年（明治43年）8月11日 - 地内および隣接する宝来の荒川流域で堤防が決壊し、洪水被害（所謂明治43年の大水害）が発生する[22]。その時に出来た広さ4反歩水深20メートルの河跡湖（押堀、切れ所沼）が、その痕跡として昭和40年代頃まで残されていた。
- 1928年（昭和3年）11月1日 - 平方村の町制施行により、平方町の大字となる[23]。
- 1955年（昭和30年）11月1日 - 平方町が上尾町・原市町・大石村・大谷村・上平村と合併によって新たな上尾町となり、上尾町の大字となる[23]。
- 1958年（昭和33年）7月15日 - 上尾町が市制施行され[23]、上尾市の大字となる。
- 1960年（昭和35年）9月1日 - 地内を通る県道が県道66号井戸木中野林浦和線に改称される[24]。
- 1980年（昭和55年）10月6日 - 地内に西貝塚環境センターが落成[25]。
- 1982年（昭和57年）3月1日 - 地内に埼玉県障害者リハビリテーションセンター（現、埼玉県総合リハビリテーションセンター）が開所する[26][27][28]。
- 1998年（平成10年）1月22日 - 地内に新西貝塚環境センターが完成[25]。
- 2001年（平成13年）11月6日 - 地内に上尾市健康プラザわくわくランドが開館する[25]。
- 2004年（平成16年） - 地区北部を流れる上尾中堀川の護岸改修工事を行なう[29]。
- 2018年（平成30年）
  - 5月31日 - 地内の荒川堤外地の台地上に所在する稲荷台遺跡の発掘調査が行なわれる[30]。2015年（平成27年）の発掘調査では縄文時代末期の土偶などが出土した[31]。
  - 月日不明 - 地内の貝殻排水樋管の改築工事が完工する[32]。

### 小字
- 薬師前[9][33][注釈 5]
- 貝塚中[注釈 6]
- 稲荷台
- 天沼
- 堤外

## 世帯数と人口
2019年（平成31年）1月1日現在（上尾市発表）の世帯数と人口は以下の通りである。上尾市の町丁・大字別の人口としては最も少ない。
| 大字   | 世帯数 | 人口 |
| ------ | ------ | ---- |
| 西貝塚 | 41世帯 | 96人 |

## 小・中学校の学区
市立小・中学校に通う場合、学区（校区）は以下の通りとなる。
| 大字   | 番地 | 小学校             | 中学校             |
| ------ | ---- | ------------------ | ------------------ |
| 西貝塚 | 全域 | 上尾市立平方小学校 | 上尾市立太平中学校 |

## 事業所
2021年（令和3年）現在の経済センサス調査による事業所数と従業員数は以下の通りである。上尾市の町丁・大字別の事業所数としては、大字では最も少ない。
| 大字   | 事業所数 | 従業員数 |
| ------ | -------- | -------- |
| 西貝塚 | 12事業所 | 481人    |

## 交通
地区内に鉄道は敷設されていない。最寄り駅は川越線指扇駅である。

### 道路
- 埼玉県道57号さいたま鴻巣線 - 旧県道66号井戸木中野林浦和線

### バス
上尾駅西口のほか、大宮駅西口や指扇駅・西大宮駅北口方面への路線バスが多数運行されている。
東武バスウエスト上尾営業所・東武バスウエスト大宮営業事務所
地区内は「リハビリセンター」、「リハビリセンター入口」、「貝塚」、「わくわくランド」バス停留所が設置されている。
上尾市コミュニティバス「ぐるっとくん」
- 平方丸山公園線
- 平方小敷谷循環

地区内は「リハビリセンター」、「リハビリセンター入口」、「わくわくプラザ」バス停留所が設置されている。

## 地域

### 町内会
- 西貝塚自治会[39]

### 寺社・史跡
貝塚村だった頃は薬師堂も所在した。神社は村社の稲荷社のほか、愛宕社が設立されていたが、旧平方村で村内にある神社の合祀が1908年（明治41年）5月に行われ、1909年（明治42年）9月25日に合祀先の平方氷川神社にて合祀祭が挙行され、橘神社に改称された。現在は同名の小祠がある。
- 稲荷社
- 愛宕社 - 左岸堤防上に所在
- 薬師耕地前遺跡[43]
- 稲荷台遺跡

※ 平方西貝塚（埼玉県選定重要遺跡）は大字平方字南ほかに所在する。

### 施設
地内に街区公園は存在しない。
- 埼玉県総合リハビリテーションセンター
- 西貝塚環境センター - 指定緊急避難場所（地震・洪水）に指定[45]。洪水時は工場棟6階展望室を使用[45]。
  - 西貝塚環境センター管理事務所
- 上尾市健康プラザわくわくランド
- 西貝塚公民館
- 宝来運動公園 - さいたま市管理の施設。敷地の一部が西貝塚の飛地に掛かる。